# Isère (frégate)
Pour les articles homonymes, voir Isère.
L'Isère est une frégate de transport à hélice de la Marine française, lancée en 1866 et rayée des listes en 1911. Ce navire mixte, voilier trois-mâts et moteur à vapeur avec une coque en fer, est célèbre pour avoir effectué la traversée de l'Atlantique Nord, entre Rouen et New York, avec à son bord la statue de la Liberté, démontée et mise en caisses.

## Conception
La Marine, qui a acheté, en 1859 en Angleterre, le bâtiment en fer de transport à hélice la Moselle, décide de construire plusieurs unités sur des plans dérivés de ce modèle'.

### Caractéristiques générales
L'Isère a une longueur hors-tout de 67,2 mètres. Sa coque en fer longue de 62,2 m a un maître-bau de 9,4 m et un tirant d'eau de 5,84 m, à pleine charge. Le déplacement est de 1 976 tonneaux.

### Propulsion
C'est un navire mixte voiles et vapeur : son gréement est du type « trois-mâts barque » avec 845 m2 de voiles. Sa machine à vapeur développe 580 chevaux, elle est constituée d'une chaudière et d'une machinerie « compound », avec deux cylindres à basse pression et un cylindre à haute pression. Cette mécanique, dont le principe est dû à Henri Dupuy de Lôme, a été fabriquée par la fonderie d'Indret. Il est propulsé par une ligne d'arbre avec une hélice quadripale ayant un diamètre de 3,7 m. Cela a permis à l'Isère d'atteindre, en période d'essais, une vitesse maximum de 10,37 nœuds. Sa vitesse de croisière optimum est de 8,19 nœuds. 
Ses soutes permettent d'embarquer 400 tonnes de charbon, quantité nécessaire pour la chaudière qui consomme 850 kg/h.

### Hommes et artillerie
L'Isère est armée avec un total de 69 hommes, dont cinq officiers. Cette unité de la flotte militaire, mais dont la fonction est le transport, ne comporte qu'une puissance de feu très légère : de deux canons de 30 à sa mise en service, elle passe à deux de 14 en 1872 pour finir à un de 12 en 1883.

## Histoire

### Construction à Lorient (1863-1868)
Le 1er juillet 1863, dans l'arsenal de Lorient, a lieu la mise sur cale du futur transport à hélice Isère. Le navire est lancé le 25 avril 1866. Les essais sont longs, notamment parce que les tests avec une hélice du type Mangin ne sont pas concluants et nécessitent son remplacement par une hélice quadripale de 3,7 m de diamètre. La mise en service intervient le 20 juin 1868.

### Missions (1868-1884)
Après sa mise en service, l'Isère navigue en fonction des besoins de la Marine. Les missions de transport engendrent principalement des navigations entre certains des plus importants ports des côtes françaises, notamment : Le Havre et Cherbourg en Manche ; Brest, Lorient, Saint-Nazaire et Rochefort en Atlantique ; Toulon et Oran en Méditerranée.
Outre l'ordinaire d'un bâtiment de transport militaire, on note durant cette période une avarie à Oran le 17 août 1869 et des missions exceptionnelles : à Hambourg, en avril 1871 après la signature de l'armistice franco-allemand, pour le ravitaillement des prisonniers français, et un voyage au Tonkin en 1884 lors de la Seconde expédition du Tonkin.

### Transport de la statue de la Liberté (1885)

#### Préparatifs

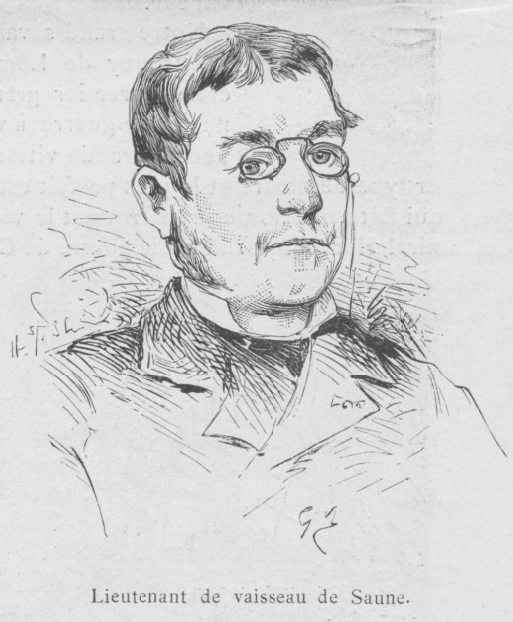
Gabriel Lespinasse de Saune.

En 1884, les moyens financiers le permettant, la décision est prise de démonter la statue de la Liberté, alors en place à Paris, pour la transporter à New York. Le démontage débute au mois de février. Le gouvernement, qui a décidé d'offrir le transport sur un bateau de guerre au comité l'Union franco-américaine, nomme à titre honorifique Gabriel Lespinasse de Saune, le 8 avril 1885, commandant du transport militaire l'Isère avec pour mission de faire traverser l'océan Atlantique à l'œuvre d'Auguste Bartholdi dénommée officiellement La liberté éclairant le monde. Les « 210 caisses », qui contiennent les éléments répertoriés et numérotés de la statue démontée, sont envoyées à la gare de Rouen-Saint-Sever par un train spécial, de « 70 wagons », mis en place par la Compagnie des chemins de fer de l'Ouest au départ de la gare de Paris-Saint-Lazare, où elles ont été livrées par camion,.
Le lundi 4 mai 1885 à 0 h, l'Isère appareille du port de Cherbourg pour rejoindre l'entrée de l'estuaire de la Seine près du Havre. Après quelques heures d'attente du renversement de la marée, l'Isère remonte le fleuve avec à son bord le pilote de Rouen ; elle arrive au port de commerce de Rouen, en fin de journée vers 17 h, et s'amarre au quai Cavelier-de-La-Salle où est prévu le chargement. Le commandant Lespinasse va signaler son arrivée aux autorités qui n'ont pas d'ordres à lui transmettre.

#### Chargement à Rouen

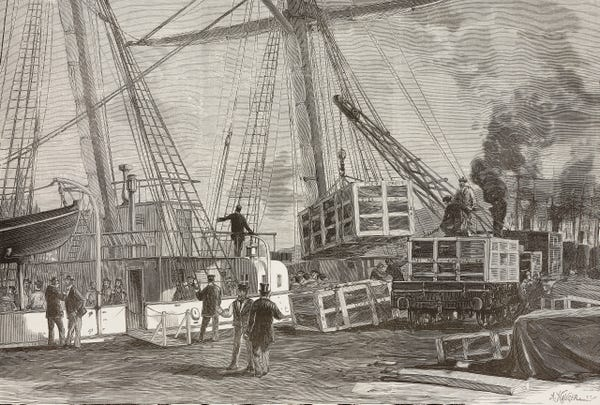
Chargement à Rouen.

Le matin du 5 mai 1885, Auguste Bartholdi se présente à bord pour régler les derniers problèmes ; il confirme notamment que le coût du chargement, frais de grue et de personnel, est pris en charge par l'Union franco-américaine. L'embarquement de la cargaison débute l'après-midi. Ce chargement nécessite de l'attention car les caisses sont de tailles différentes et il faut réussir à avoir un chargement qui tienne aux mouvements de la mer et ne modifie pas l'assiette du bateau. Le transbordement est effectué avec les moyens du port de Rouen : les dockers et les grues Voruz, il se poursuit jusqu'au 20 mai 1885, jour où tout est à bord bien arrimé. 

Le 21 mai 1885, aux aurores, le commandant écrit une lettre à l'attention du Préfet maritime de Cherbourg : 

« Vous apprendrez sans doute avec intérêt les conditions dans lesquelles se trouve l'Isère avec le chargement encombrant et peu lourd de la statue de la Liberté. Tout a pu être logé dans les cales grâce aux soins de l'arrimage, qui surtout au début a demandé beaucoup de temps : d'après le tirant d'eau moyen j'évalue de 150 à 170 tonnes le poids du chargement au lieu des 220 tonnes annoncées par M. Bartholdi. La différence de tirant d'eau a été de un mètre avec ce seul chargement ; après l'embarquement de 80 tonnes de charbon en dehors du plein des soutes il est de 1,40 m, ce qui nous place dans de bonnes conditions de navigation pour le tirant d'eau moyen de 3,95 m, mais nous sommes peu chargés.
L'opération de l'embarquement a été très bien faite par les soins des ouvriers mis à notre disposition et aussi rapide que le permettait la nature même de ce chargement. Je crois cependant que l'entrepreneur s'est grandement trompé dans ses calculs en faisant son marché avec M. Bartholdi à tant la tonne…
Je dois trouver à mon arrivée à New York des représentants de la société franco-américaine qui me donneront toutes facilités pour le déchargement, mais je sais maintenant ni où ni comment il se fera, je ne pourrai être renseigné que sur les lieux mêmes. »

— Gabriel Lespinasse de Saune
Ce matin du 21 mai, c'est sous une pluie battante que Louis Ricard, maire de Rouen, vient saluer le commandant. Puis, l'Isère largue les amarres, à 9 h, et s'éloigne du quai accompagnée par une « Marseillaise » jouée par une musique militaire de la garnison. Pour la descente de la Seine, le commandant a embarqué Auguste Bartholdi, son épouse et M. Gaget, passagers qui vont débarquer à Caudebec-en-Caux, avant que le bateau ne quitte le fleuve pour entamer sa navigation vers l'Amérique.

#### Traversée de l'Atlantique

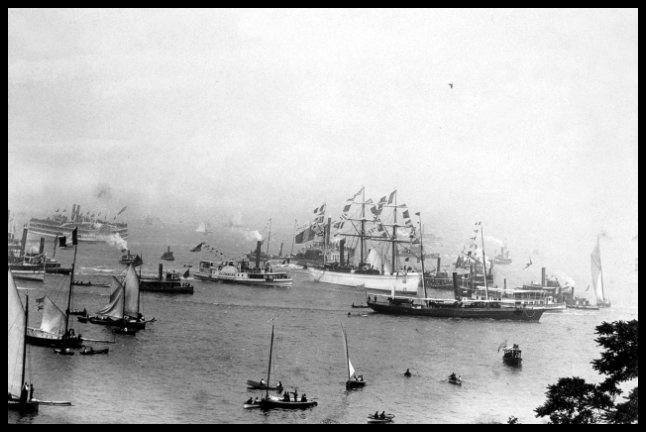
Arrivée à New York.

Elle arrive à New York le 17 juin 1885.

#### Retour en France
Après le débarquement de son chargement, elle repart pour la France et arrive au port de Brest le 21 juillet 1885

### Suite de la carrière (1885-1911)
L'Isère est désarmée en décembre 1909 au port de Rochefort : elle sert au stockage du charbon. 

### Ponton à Lorient (1924-1943)
Le 29 avril 1924 elle est remorquée jusqu'à l'arsenal de Lorient pour être utilisée comme ponton.

### Épave de la rade de Lorient (1945)
Pendant la poche de Lorient, la marine allemande décide le déplacement du ponton devant Sainte-Catherine, à Locmiquélic, où il est coulé.

## Navires ayant porté le nomIsère

### Unités de la Marine nationale française
- 1817-1823 : une gabare[3] ;
- 1832-1849 : une corvette de charge[3] ;
- 1854-1860 : un transport à hélice[3] à coque en bois. Construit à Rochefort, il coule après avoir heurté un écueil à Amoy en Chine[11] ;
- 1965-1983 : un pétrolier ravitailleur, lancé en 1959, sous le nom de Strasbourg, il est racheté par la Marine en 1964 et renommé Isère après une conversion Marine nationale. La Marine le vend en 1983 pour qu'il soit démoli au Pakistan[12].

### Autres navires
- 1917-1918 : un chalutier affecté à la Division des patrouilleurs de Gascogne[13] ;
- 1887-1917 : un cargo de la Compagnie générale transatlantique. Il est coulé par le sous-marin U39, le 23 juin 1917, à une cinquantaine de milles du cap Spartel[13].